# بیلی هاوردل
بیلی هاوردل (انگلیسی: Billy Howerdel؛ زادهٔ ۱۸ مهٔ ۱۹۷۰) موسیقی‌دان اهل ایالات متحده آمریکا است. وی از سال ۱۹۸۸ میلادی تاکنون مشغول فعالیت بوده‌است.